# Le Chant immortel
Pour plus de détails, voir Fiche technique et Distribution.
Le Chant immortel (Amar Bhoopali) est un film indien réalisé par Shantaram Rajaram Vankudre, sorti en 1952.

## Synopsis
La vie du poète Honaji Bala.

## Fiche technique
- Titre : Le Chant immortel
- Titre original : Amar Bhoopali
- Réalisation : Shantaram Rajaram Vankudre
- Scénario : Vishram Bedekar
- Musique : Vasant Desai
- Photographie : G. Balakrishna,
- Société de production : NH Studioz
- Pays :  Inde
- Genre : Biopic, film musical, romance et guerre
- Durée : 125 minutes
- Dates de sortie : 
  -  Inde : 1er janvier 1952

## Distribution
- Panditrao Nagarkar : Honaji Bala
- Lalita Pawar
- Sandhya

## Distinctions
Le film a été présenté en sélection officielle en compétition au Festival de Cannes 1952.